# Michael Kaschke
Michael Kaschke (* 18. Juni 1957 in Greiz, Thüringen) ist ein deutscher Physiker, Wirtschaftsmanager und Wissenschaftsmanager. Von 2011 bis 2020 war er Vorsitzender des Vorstands der ZEISS Gruppe.

## Beruflicher Werdegang
Michael Kaschke studierte Physik an der Friedrich-Schiller-Universität Jena und schloss sein Studium 1983 als Diplomphysiker ab. 1986 wurde er dort mit einer experimentellen und theoretischen Arbeit zum Thema „Schnelle intramolekulare Bewegungsvorgänge in kondensierter Phase“ zum Dr. rer. nat. promoviert und 1988 mit einer Arbeit zur „Ultrakurzzeitspektroskopie von Energietransferprozessen“ zum Dr. sc. nat., habilitiert. Im Rahmen seiner wissenschaftlichen Arbeit forschte er auf dem Gebiet der Erzeugung und Anwendung ultrakurzer Laserimpulse.
Von 1989 bis 1990 war er Forschungswissenschaftler und Laborleiter am Max-Born-Institut in Berlin und wurde anschließend für zwei Jahre als Invited Visiting Scientist in die USA (IBM Research Center in Yorktown Heights, N.Y.) eingeladen.
1992 trat Michael Kaschke bei ZEISS als wissenschaftlicher Forschungsmitarbeiter ein und übernahm die Entwicklungsleitung für Operationsmikroskope. 1995 wurde er Geschäftsbereichsleiter Geodäsie. Ab 1998 verantwortete Michael Kaschke den Geschäftsbereich "Chirurgische Geräte" und den Unternehmensbereich „Medical Technology“.
Im Jahr 2000 erfolgte seine Berufung in den Vorstand von Carl Zeiss. Von 2008 bis 2010 war Michael Kaschke auch Vorstandsvorsitzender der Carl Zeiss Meditec AG, die unter seiner Führung 2002 die erste börsennotierte Gesellschaft der ZEISS Gruppe wurde.
2011 wurde Michael Kaschke zum Vorstandsvorsitzenden der ZEISS Gruppe bestellt. Diese Funktion hatte er bis 2020 inne.
2022 wurde Michael Kaschke zum Präsidenten des Stifterverbandes für die Deutsche Wissenschaft gewählt.
Er ist zudem Gesellschafter der Robert Bosch Industrietreuhand KG und Mitglied im Aufsichtsrat der Robert Bosch GmbH, sowie im Verwaltungsrat der Ottobock Management SE.

## Weitere Ämter und Positionen
Neben seinem Mandat als Aufsichtsratsvorsitzender der Carl Zeiss Meditec AG war Michael Kaschke auch langjähriges Mitglied in den Aufsichtsräten der DAX-Konzerne Henkel AG & Co. KGaA und Deutschen Telekom AG.
2009 wurde Michael Kaschke zum Honorarprofessor an der Fakultät für Elektrotechnik und Informatik des Karlsruher Instituts für Technologie (KIT) ernannt. Er hält regelmäßig Vorlesungen zur optischen Medizintechnik sowie zum Innovationsmanagement.
Seit 2016 ist Michael Kaschke Mitglied der Leibniz-Sozietät der Wissenschaften und seit November 2019 Vorsitzender des Aufsichtsrats des KIT.
Von 2014 bis 2020 war er Mitglied des Deutschen Wissenschaftsrats.

## Privatleben
Michael Kaschke ist verheiratet und hat zwei Kinder.

## Anerkennungen
2018 erhielt Michael Kaschke die Ehrendoktorwürde der Friedrich-Schiller-Universität Jena.
2019 wurde Michael Kaschke mit ZEISS mit dem Game Changer Award des Manager Magazins ausgezeichnet.
2020 erhielt Michael Kaschke den German Leadership Award.
2021 wurde Michael Kaschke zum Mitglied der Nationalen Akademie der Wissenschaften Leopoldina gewählt.

## Veröffentlichungen
Michael Kaschke hat über 60 Artikel veröffentlicht, sowohl zu wissenschaftlichen als auch gesellschaftspolitischen Themen. Er hat 15 Patente veröffentlicht.

Buchveröffentlichungen:
- Fingerübungen der Physik Band l: Mechanik[19]
- Fingerübungen der Physik Band ll: Himmelsmechanik und Astrodynamik[20]
- Optical Devices in Opthalmology und Optometry: Technology, Design Principles and Clinical Applications[21]